# 丹尼洛夫區

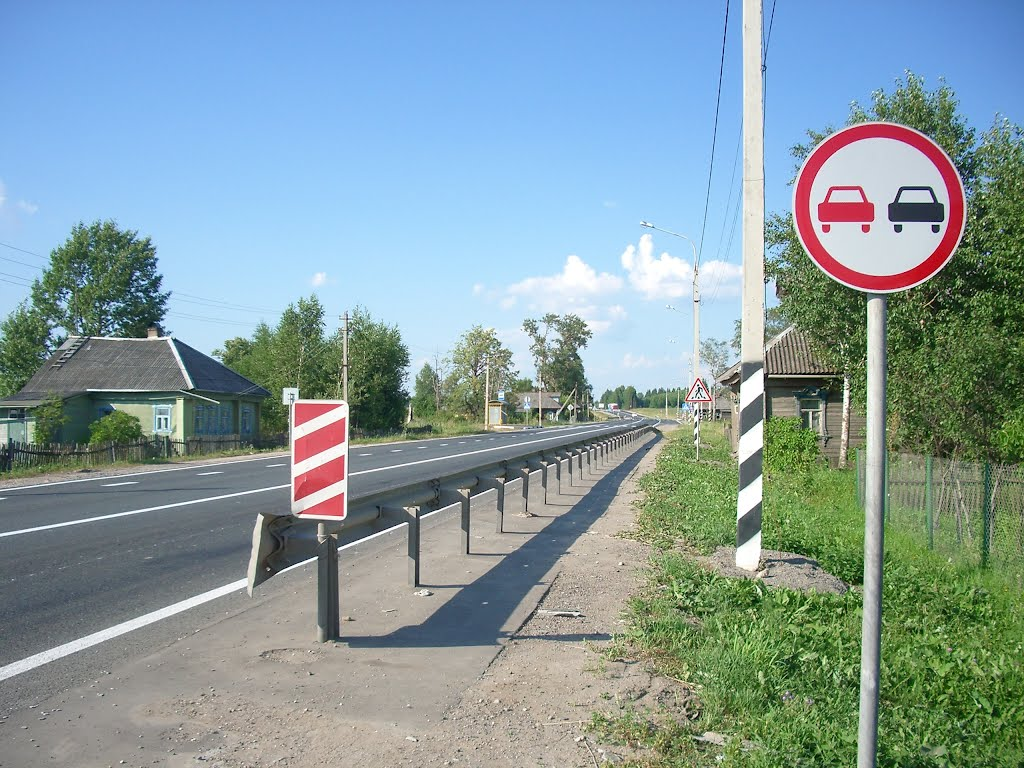

58°11′N 40°10′E / 58.183°N 40.167°E
丹尼洛夫區（俄语：Даниловский район），是俄羅斯的一個區，位於該國西部，由雅羅斯拉夫爾州負責管轄，面積2,230平方公里，2010年人口26,072，人口密度每平方公里11.69人。